# Albert Malbois
Albert-Georges-Yves Malbois (ur. 17 listopada 1915 w Wersalu, zm. 12 lutego 2017 w Saint-Germain-en-Laye) – francuski duchowny katolicki, biskup Évry-Corbeil-Essonnes w latach 1966-1977.

## Życiorys
Święcenia kapłańskie otrzymał 29 czerwca 1938 i inkardynowany został do rodzinnej diecezji Versailles (Wersal)
9 marca 1961 papież Jan XXIII mianował go biskupem pomocniczym Wersalu. Otrzymał wówczas biskupią stolicę tytularną Altava. Sakry udzielił ówczesny miejscowy ordynariusz bp Alexandre-Charles Renard. Brał udział we wszystkich sesjach soboru watykańskiego II.
9 października 1966 mianowany biskupem diecezjalnym nowo utworzonej diecezji Corbeil (wydzielonej z diecezji wersalskiej). Z funkcji tej zrezygnował 13 września 1977.
Od roku 2000 mieszkał w domu rekolekcyjnym sióstr augustianek Najświętszego Serca Maryi w Saint-Germain-en-Laye, gdzie zmarł 12 lutego 2017.